# Dolní Věstonice (stanowisko archeologiczne)

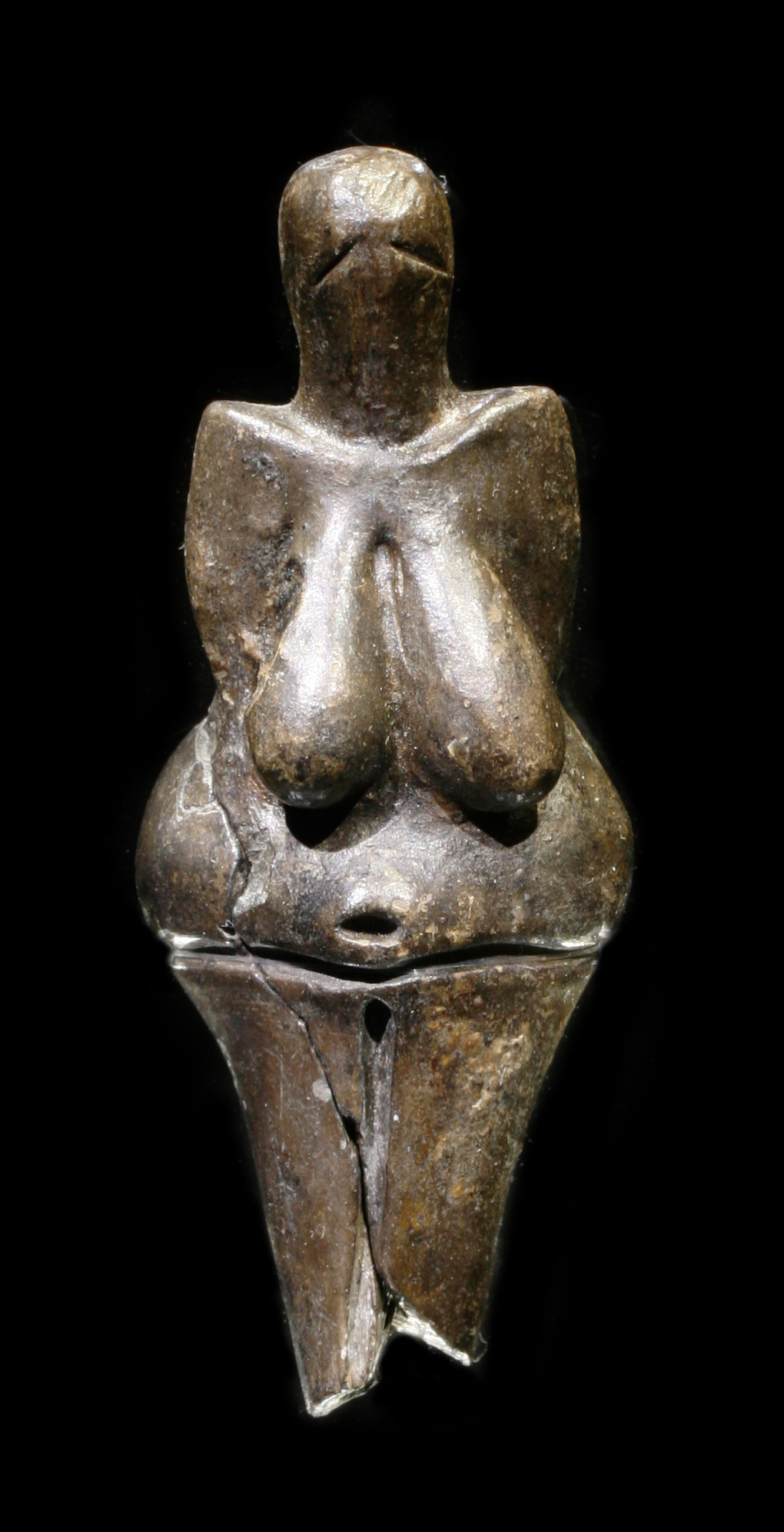
Wenus z Dolních Věstonic

Dolní Věstonice – stanowisko archeologiczne koło wsi Dolní Věstonice na Morawach (Czechy). Jedno z najbardziej znanych stanowisk archeologicznych w Europie Środkowej. Wiek najstarszych odkrytych tam obozowisk łowców mamutów szacuje się na 28 tysięcy lat.
W 1937 roku odnaleziono tam kość promieniową młodego wilka z regularnymi nacięciami krzemieniem, co mogło świadczyć o wczesnych próbach mierzenia i liczenia. Kość ta zawiera 57 nacięć, z których pierwsze 25 zostało pogrupowane po 5 nacięć równej długości. Może to odnosić się do liczenia do pięciu palców u dłoni. Kość datowana jest na około 30-25 tysięcy lat p.n.e.
Trzech mieszkańców Dolních Věstonic żyło 31.115 lat temu (data kalibracji). Miało mitochondrialną haplogrupę U i jedną mieszańcową haplogrupę mitochondrialną U8.
W próbce Věstonice 13 oznaczono chromosomalną Y haplogrupę CT (notIJK), dla próbki Věstonice 15 - haplogrupę chromosomu Y BT, w próbce Věstonice 43 - haplogroupę Y chromosomu F, w próbce Věstonice 16 - chromosom Y haplogrupa C1a2.